# Ion Bîrlădeanu
Ion Bîrlădeanu (Cosmeşti, Galaţi, 1 de agosto de 1958) é um ex-canoísta romeno especialista em provas de velocidade.

## Carreira
Foi vencedor da medalha de bronze em K-1 1000 m em Moscovo 1980.